# Colobicones sakaii
Colobicones sakaii is een keversoort uit de familie somberkevers (Zopheridae). De wetenschappelijke naam van de soort werd in 2005 gepubliceerd door Okada.